# NASCOM

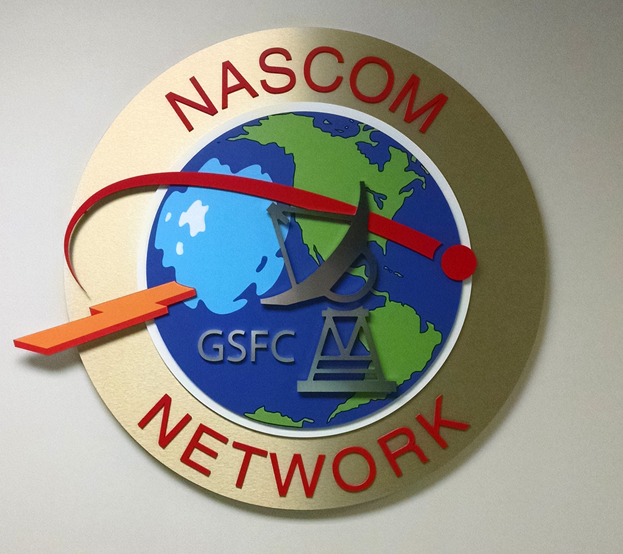
Escudo del sistema NASCOM

El sistema de comunicaciones (terreno) de la NASA (NASCOM) administra las comunicaciones terrestres entre estaciones terrestres, centros de control de misión y otros elementos de los segmentos terrestres de las misiones espaciales, proporcionando una transmisión de comandos, telemetría, voz y señales de televisión en todo el mundo casi en tiempo real. Se administra desde el Centro de Vuelo Espacial Goddard de la NASA en Greenbelt, Maryland.
La red NASCOM comprende enlaces de microondas, cables submarinos, líneas terrestres y centros de red en Goddard y en todo el mundo.
NASCOM fue establecida formalmente en 1964, bajo la administración de la recientemente formada Oficina de Seguimiento y Adquisición de Datos. NASCOM vinculó las tres redes de seguimiento y adquisición de la NASA en ese momento: la Red de Adquisición de Datos y Rastreo de Naves Espaciales (STADAN), la Red de Vuelo Espacial Tripulado (MSFN) y la Red del Espacio Profundo (DSN). NASCOM ha provisto apoyo a los programas Gemini y Apolo.
En 2007, NASCOM está en la red NASA Integrated Services Network (NISN).